# Франческо Мілеті
Франческо Мілеті (італ. Francesco Mileti, нар. 27 травня 1962, Лечче) — італійський футболіст, що грав на позиції півзахисника, зокрема, за клуби «Лечче» та «Дженоа», а також юнацьку збірну Італії. По завершенні ігрової кар'єри — тренер.

## Клубна кар'єра
Народився 27 травня 1962 року в місті Лечче. Вихованець футбольної школи клубу «Лечче». Дорослу футбольну кар'єру розпочав 1978 року в основній команді того ж клубу, в якій провів п'ять сезонів, взявши участь у 82 матчах чемпіонату. 
Протягом 1983 року захищав кольори клубу «Авелліно».
Своєю грою за останню команду привернув увагу представників тренерського штабу клубу «Дженоа», до складу якого приєднався 1983 року. Відіграв за генуезький клуб наступні чотири сезони своєї ігрової кар'єри. Більшість часу, проведеного у складі «Дженоа», був основним гравцем команди.
Згодом з 1987 по 1993 рік грав за «Брешію», «П'яченцу», «Бриндізі», «Віченцу», «Козенцу» та «Сіракузу».
Завершив ігрову кар'єру у нижчоліговій команді «Тома Мальє», за яку виступав протягом 1993—1994 років.

## Виступи за збірну
1981 року захищав кольори юнацької збірної Італії (U-20), у складі якої був учасником тогорічної молодіжної першості світу, на якій італійці не змогли подолати груповий етап.

## Кар'єра тренера
Працював тренером молодіжної команди рідного клубу «Лечче». Згодом протягом 2006—2007 років працював у клубній структурі «Пізи», спочатку як асистент головного тренера основної команди, а згодом тренуючі команду дублерів.